# 말총머리

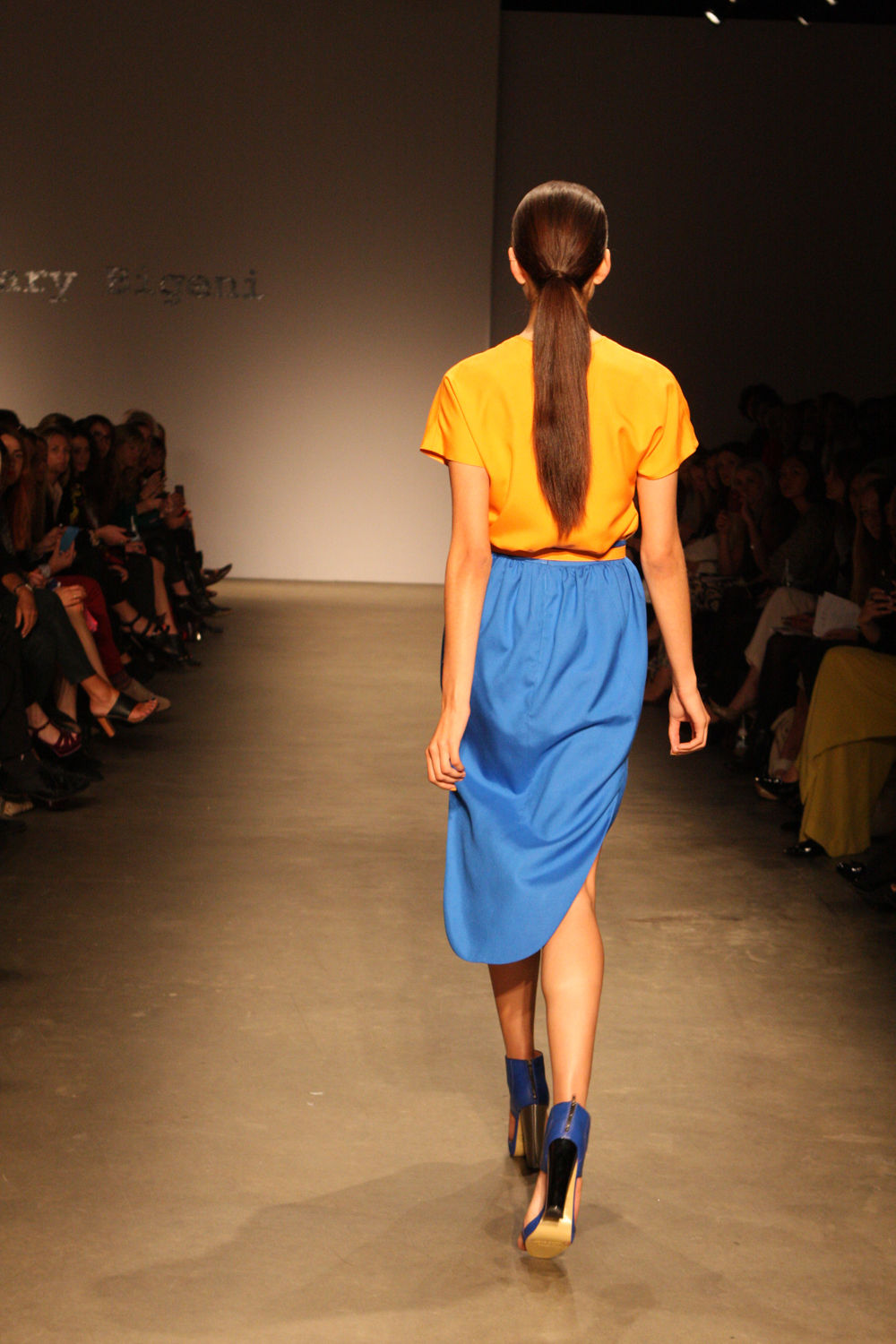
말총머리를 한 여성.

말총머리(Ponytail 포니테일[*])은 머리카락을 머리 뒷부분의 높은 위치에서 단정하게 늘어뜨린 머리 모양이다.

## 개요

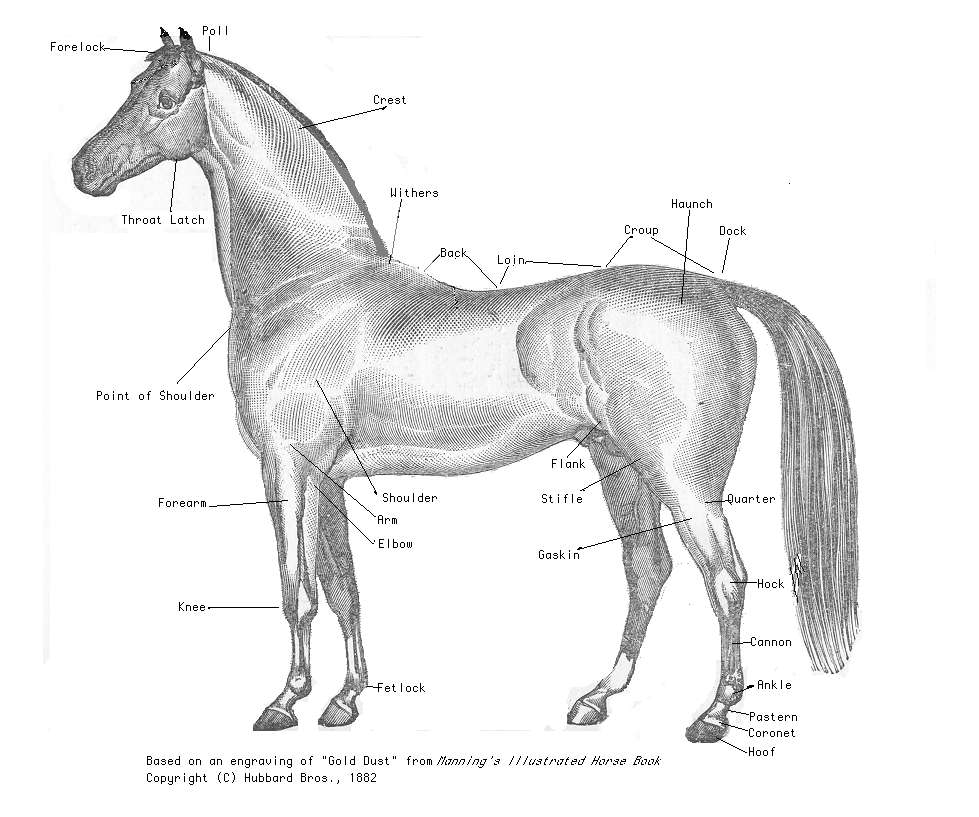
'말총머리'라는 말은 말 꼬리 모양에서 유래됨

말총머리는 주로 여성들이 하는 헤어스타일이다. (남성들이 하는 경우도 있다). 말총머리는 머리끝이 말총(말의 꼬리털)처럼 늘어뜨려져 있다는 의미이다.

## 특징
머리를 묶을 수만 있다면 빠른 시간에 간단히 만들 수 있는 헤어 스타일이다. 때문에 머리가 긴 여성 (또는 남성)이 스포츠 따위를 즐기기 위해 자주 애용한다.또한, 긴 머리를 묶어 얼굴의 윤곽과 목이 노출되므로 짧은 머리에 가까운 인상을 줄 수 있다.

## 스타일링
아래턱 끝부터 귀의 중심을 지나는 선을 그어, 그 연장선상에 짓는 매듭을 골든 포인트라고 하며, 가장 많이 볼 수 있는 매듭의 위치라고 할 수 있다. 여기보다 조금 위쪽에 묶게 되면 개성을 강조하는 것처럼 보이며, 여기보다 조금 아래쪽에 묶게 되면 어른스러운 분위기가 된다는 것이 미용 업계의 설명이다. 아름답게 보이기 위해서는, 머리가 어느 정도 길어야 할 필요가 있다. 그 기준은 어깨 높이 정도이며, 어깨 이상의 길이라면 묶은 머리가 흔들리게 되어 한층 더 아름다움을 연출할 수 있다.
시대의 변화에 따라, 말총머리를 하는 방법에도 변화가 일어나고 있다. 말총머리가 보급된 것은 1950년대 쯤인데, 과거에는 꽉 묶는 경향이 있었지만, 요즘은 느슨하고 대충 묶는 식으로 바뀌었다. 또한 1980년대에는 앞머리를 일자로 자르는 것이 일반적이었는데, 한동안 모습이 보이지 않다가 요즘 들어 복고 바람과 함께 그런 경향이 다시 나타나고 있다.
머리를 묶기 위해 고무, 리본 등이 쓰인다. 고무의 경우, 쾌활함이 강조된다는 특징이 있다. 리본의 경우는 여성스러움이 강조된다.